# دومينيك روس
دومينيك روس (بالإنجليزية: Dominique Ross)‏ هو لاعب كرة قدم أمريكية أمريكي، ولد في 12 يناير 1972 في جاكسونفيل في الولايات المتحدة.

## وصلات خارجية
- دومينيك روس على موقع مرجع كرة القدم المحترفة.كوم (الإنجليزية)